# Bilocerkevský rajón
Bilocerkevský rajón (ukrajinsky Білоцерківський район, Bilocerkivskyj rajon, počeštěně Bělocerkevský okres) je okres (rajón) v Kyjevské oblasti na Ukrajině. Hlavním městem je Bila Cerkva a rajón má 439 877 obyvatel.

## Geografie
Rajón se nachází na jihu Kyjevské oblasti, kde na severu hraničí s Fastivským rajónem, na západě s Obuchivským rajónem, na jihu s Čerkaskou oblastí a na východě s Žytomyrskou oblastí a Vinnyckou oblastí.
Hlavní řekou je Ros, který protéká Bilou Cerkvou a je pravý přítok Dněpru.

## Historie
Bilocerkevský rajón vznikl po administrativně-teritoriální reformě v červenci 2020 seskupením bývalých rajónů Bilocerkevského, Volodarského, Tetijivského, Taraščského, Bohuslavského, Rokytenského, Skvyrského a Stavyščského a části Fastivského a Vasylkivského rajónu. 